# Aydie
Aydie é uma comuna francesa na região administrativa da Nova Aquitânia, no departamento dos Pirenéus Atlânticos. Estende-se por uma área de 7,86 km². Em 2010 a comuna tinha 143 habitantes (densidade: 18,2 hab./km²).